# Ulexite
L'ulexite (simbolo IMA: Ulx) è un minerale piuttosto raro della classe dei minerali dei "borati" (ex carbonati, nitrati e borati) con formula CaNa[B5O6(OH)6]·5H2O ed è quindi chimicamente un borato di sodio di calcio idrato.

## Etimologia e storia
L'ulexite fu descritta per la prima volta intorno al 1849 dal chimico di Amburgo Georg Ludwig Ulex e in seguito prese il suo nome.

## Classificazione
Nell'obsoleta, ma in parte ancora in uso, 8ª edizione della sistematica minerale secondo Strunz, l'ulexite apparteneva alla classe minerale comune di "carbonati, nitrati e borati" e quindi alla divisione del "gruppo borati", dove era l'unico membro a formare il gruppo senza nome V/H.14.
La 9ª edizione della sistematica minerale di Strunz, valida dal 2001 e utilizzata dall'Associazione Mineralogica Internazionale (IMA), classifica l'ulexite nell'ormai indipendente classe dei "borati" e lì nella sottoclasse "6.E Pentaborati". Questa è ulteriormente suddivisa in base alla struttura dei complessi borati, in modo che il minerale possa essere trovato nella suddivisione "6.EA Neso-pentaborati" in base alla sua struttura, dove è l'unico membro del gruppo senza nome 6.EA.25.
La classificazione dei minerali Dana, che viene utilizzata principalmente nel mondo anglosassone, classifica l'ulexite, come il sistema obsoleto di Strunz, nella classe dei "carbonati, nitrati e borati" e lì nell'omonima divisione e suddivisione dei "borati contenenti acqua con ossidrile o alogeno". Qui lo si può trovare come unico membro del gruppo senza nome 26.05.11.

## Abito cristallino
L'ulexite cristallizza nel triclino nel gruppo spaziale P1 (gruppo nº 2) con i parametri del reticolo a = 8,82 Å, b = 12,87 Å, c = 6,68 Å, α = 90,4°, β = 109,0° e γ = 105,0° oltre a due unità di formula per cella unitaria.

## Proprietà
Sotto la luce ultravioletta, alcune ulexiti mostrano una fluorescenza da gialla a giallo-verdastra o bianco crema, fino anche al blu. Con una durezza Mohs di 2,5, l'ulexite è molto morbida (può essere graffiata con un'unghia), ma è anche molto fragile e può essere completamente spaccata parallelamente alle fibre.

### Proprietà ottiche

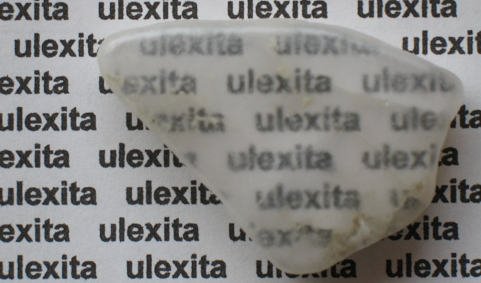
Un frammento che mostra le proprietà ottiche del minerale

I cristalli aciculari si comportano come fibre ottiche, trasmettendo totalmente l'immagine attraverso di essi. Un frammento in cui vengano levigate due superfici tra loro parallele e perpendicolari alla fibrosità, mostra una trasparenza particolare: appoggiando la superficie inferiore su uno scritto, le lettere appaiono su quella superiore come se vi galleggiassero o vi fossero proiettati a guisa di schermo. Per questo motivo negli Stati Uniti l'ulexite è chiamata comunemente pietra televisiva.

## Origine e giacitura
L'ulexite si forma sedimentariamente nel borace essiccato o nei laghi salati o nelle paludi salmastre. Se sono presenti nuclei di condensazione, il minerale cristallizza dalla soluzione in una direzione di crescita preferita. Ha paragenesi con borace, colemanite e inyoite.
Le località includono le provincie di Jujuy e Salta in Argentina; il dipartimento di Potosí (in Bolivia); il Nuovo Brunswick, Terranova e Labrador e Nuova Scozia in Canada; vicino ad Antofagasta, Coquimbo e nella regione di Tarapacá in Cile; il Qinghai e la regione autonoma del Tibet in Cina; l'Assia, la Saarland e la Turingia in Germania; provincia di Zanjan in Iran; la regione di Atyrau in Kazakistan; la regione di Arequipa in Perù; in Serbia; nella Provincia di Kütahya, nella Regione dell'Anatolia Centrale e nella regione di Marmara in Turchia; così come la California, il Nevada e l'Oklahoma negli Stati Uniti.

## Forma in cui si presenta in natura
L'ulexite sviluppa singoli cristalli aghiformi o prismatici visibili a occhio nudo. Di solito si trova sotto forma di aggregati minerali fibrosi, tuberi simili al cotone o masse compatte a fibre parallele, simili a chicchi d'uva. A seconda della forma di formazione, l'ulexite è incolore e trasparente (cristallo singolo) o bianco opaco (masse compatte). A causa della contaminazione con minerali argillosi, può anche assumere un colore grigio. In formazione fibrosa, il minerale mostra una lucentezza simile alla seta sulle superfici.

## Utilizzi
L'ulexite è un minerale importante per l'estrazione del boro.
Le varietà fibrose di colore bianco puro vengono trasformate in pietre preziose che mostrano l'ambito effetto occhio di gatto in un taglio cabochon. Tuttavia, il minerale reagisce in modo molto sensibile a qualsiasi influenza del calore. Anche l'acqua calda può causare danni evidenti. Lo stesso vale per i trattamenti di pulizia con alcali, acidi, liscivia e ultrasuoni.